# Malaussène
Pour les articles homonymes, voir Malaussène (homonymie).
Ne doit pas être confondu avec Malaucène.
Malaussène (Malàussena (classique) / Malàusseno (mistralienne) [ma.ˈlau̯.se.nɔ] dans le dialecte local) est une commune française située dans le département des Alpes-Maritimes, en région Provence-Alpes-Côte d'Azur.
Ses habitants sont appelés les Malaussénois.

## Géographie

### Localisation
Commune située au dessus de la vallée du Var, à 3 km au sud-est de Villars-sur-Var, la plus grande ville proche et à 44 km de Nice.

### Géologie et relief
Malaussène, commune rurale de montagne située dans le Massif des Alpes, village de la moyenne vallée du Var, situé sur la rive droite du Var (fleuve), à la sortie des gorges de la Mescla, grandes dalles subverticales de calcaires tithonique à faciès subalpin.

### Hydrographie et les eaux souterraines
Cours d'eau traversant le territoire de la commune :
- Var (fleuve)[5].
- 8 torrents .

L'organisation des services de l'eau et de l'assainissement est désormais assurée par la Communauté de communes des Alpes d'Azur.

### Climat
Pour des articles plus généraux, voir Climat de Provence-Alpes-Côte d'Azur et Climat des Alpes-Maritimes.
En 2010, le climat de la commune est de type climat méditerranéen altéré, selon une étude du Centre national de la recherche scientifique s'appuyant sur une série de données couvrant la période 1971-2000. En 2020, Météo-France publie une typologie des climats de la France métropolitaine dans laquelle la commune est dans une zone de transition entre le climat de montagne et le climat méditerranéen et est dans la région climatique Var, Alpes-Maritimes, caractérisée par une pluviométrie abondante en automne et en hiver (250 à 300 mm en automne), un très bon ensoleillement en été (fraction d’insolation > 75 %), un hiver doux (8 °C) et peu de brouillards.
Pour la période 1971-2000, la température annuelle moyenne est de 13,8 °C, avec une amplitude thermique annuelle de 16,3 °C. Le cumul annuel moyen de précipitations est de 1 002 mm, avec 5,4 jours de précipitations en janvier et 4,5 jours en juillet. Pour la période 1991-2020, la température moyenne annuelle observée sur la station météorologique de Météo-France la plus proche, « Ascros », sur la commune d'Ascros à 9 km à vol d'oiseau, est de 10,8 °C et le cumul annuel moyen de précipitations est de 930,1 mm. 
La température maximale relevée sur cette station est de 34,4 °C, atteinte le 18 juillet 2023 ; la température minimale est de −10,7 °C, atteinte le 28 février 2018,,.
Les paramètres climatiques de la commune ont été estimés pour le milieu du siècle (2041-2070) selon différents scénarios d'émission de gaz à effet de serre à partir des nouvelles projections climatiques de référence DRIAS-2020. Ils sont consultables sur un site dédié publié par Météo-France en novembre 2022.

### Catastrophes naturelles - Sismicité

Tempête Alex. Prise de vue aérienne de l'IGN à la suite des intempéries qui ont frappé les Alpes-Maritime. Prise de vue aérienne très haute résolution réalisée par l'IGN à la suite de la tempête Alex d’une rare violence qui à frappé les Alpes-Maritimes.

Le 2 octobre 2020, de nombreux villages des diverses vallées des Alpes-Maritimes (Breil-sur-Roya, Fontan, Roquebillière, St-Martin-Vésubie, Tende...) sont fortement impactés par un "épisode méditerranéen" de grande ampleur( tempête Alex : conjugaison d'une goutte froide + épisode cévenol ) .Certains hameaux sont restés inaccessibles jusqu'à plus d'une semaine après la catastrophe et l'électricité n'a été rétablie que vers le 20 octobre. L'Arrêté du 7 octobre 2020 portant reconnaissance de l'état de catastrophe naturelle a identifié 55 communes, dont Malaussène, au titre des "Inondations et coulées de boue du 2 au 3 octobre 2020".
Commune située dans une zone de sismicité moyenne.

### Voies de communications et transports

#### Voies routières
- Village desservi par la route nationale 202 puis la D 326.

#### Transports en commun
- Transport en Provence-Alpes-Côte d'Azur
- Les cars Lignes d'Azur[17].

#### Chemins de fer
- La commune de Villars-sur-Var est desservie par la ligne Nice - Digne des Chemins de fer de Provence (plus connue sous le nom du « Train des Pignes »)[18].
- Gare du train des Pignes[19],[20].

### Intercommunalité
Depuis le 1er janvier 2014, Malaussène fait partie de la communauté de communes des Alpes d'Azur. Elle était auparavant membre de la communauté de communes des vallées d'Azur, jusqu'à la disparition de celle-ci lors de la mise en place du nouveau schéma départemental de coopération intercommunale.
La communauté de communes, créée le 1er janvier 2017 regroupe 34 communes des vallées du Var, du Cians et de l'Estéron.

### Urbanisme
Le plan d'occupation des sols étant caduc depuis le 1er janvier 2016 c'est le règlement national d'urbanisme qui s'applique.

### Typologie
Au 1er janvier 2024, Malaussène est catégorisée commune rurale à habitat dispersé, selon la nouvelle grille communale de densité à 7 niveaux définie par l'Insee en 2022.
Elle est située hors unité urbaine. Par ailleurs la commune fait partie de l'aire d'attraction de Nice, dont elle est une commune de la couronne,. Cette aire, qui regroupe 100 communes, est catégorisée dans les aires de 200 000 à moins de 700 000 habitants,.

## Toponymie
- Cité Malauzena au XIIIe siècle.
- dans Toponymie des lieux dans les Alpes-Maritimes est écrit[26] : Malaussa, Malaussena : terrain de poudingue. Village de Malaussène et nom de famille.

## Histoire
Fief des Grimaldi de Bueil jusqu'en 1621. Après l'exécution d'Annibal Grimaldi, le duc de Savoie Charles-Emmanuel Ier inféode Malaussène au colonel Marc-Antoine Badat, gouverneur de la citadelle de Verceil. Le fief passe ensuite à son fils aîné Victor-Amédée, puis à Marc-Antoine II, fils aîné du précédent, enfin à son frère Charles-Thomas, commandant d'Agosta.
Le 20 décembre 1723, le roi de Sardaigne érige la seigneurie en comté au profit de Jean Alziari, fils d'un notaire de Roquestéron. Il est investi du comté le 31 janvier 1724. Jean Alziari est alors illustrissimo signor conte di Malaussena. Son fils aîné Louis lui succéda en 1734 et fut lieutenant-colonel d'infanterie. Après sa mort, son frère Jean-François devint le 3e comte de Malaussène. Il fut capitaine au régiment de Nice et mourut en 1783. Il s'était marié avec Anne Corporandi, sœur de Joseph Corporandi, seigneur d'Auvare. Leur fils aîné Jean-Joseph-Antoine s'est remarié en 1790 avec Apollinie Corvisi, fille de Clément Corvisi, comte de Gorbio.
Leur fils Joseph-Antoine-Clément lui succéda à son frère aîné qui était mort à Breil en 1811. De son mariage est né Frédéric-Octave-François, mort en 1866 à la bataille navale de Lissa où il était commandant en second du Re d'Italia et Gustave-François Régis qui a été maire de Nice, mort en 1905 sans descendance, ainsi que trois filles. Le frère cadet de Joseph-Antoine-Clément, Jean-Albert, s'est marié en 1842 avec Françoise Héraud. Le fils aîné de ce mariage François Alziari, né en 1844, est devenu comte de Malaussène à la mort de son cousin en 1905. Il est mort en 1934,.
La commune de Malaussène est plusieurs fois dirigée par un maire Front National, qui passe à Reconquête en 2022.

## Politique et administration
| Période   | Période  | Identité              | Étiquette   | Qualité                                       |
| --------- | -------- | --------------------- | ----------- | --------------------------------------------- |
| 1865      |          | Emeline               |             |                                               |
| 1869      |          | M.Emeline             |             |                                               |
| 1877      |          | JB .Emeline           |             |                                               |
| 1885      |          | JB.Emeline            |             |                                               |
| 1890      |          | C.Emeline             |             |                                               |
| 1899      |          | Ed.Alzial             |             |                                               |
| 1900      |          | Audoly                |             |                                               |
| 1805      |          | Ed.Alzial             |             |                                               |
| 1914      |          | Louis Emelina         |             | Avocat                                        |
| 1920      |          | Jules Roux            |             |                                               |
| mars 2001 | 2014     | Jean-Pierre Castiglia | UMP puis FN |                                               |
| mars 2014 | 2020     | Joseph Saturno        | DVD         | Retraité                                      |
| 2020      | En cours | Jean-Pierre Castiglia | RN puis REC | Ancien artisan, commerçant, chef d'entreprise |

### Budget et fiscalité 2023

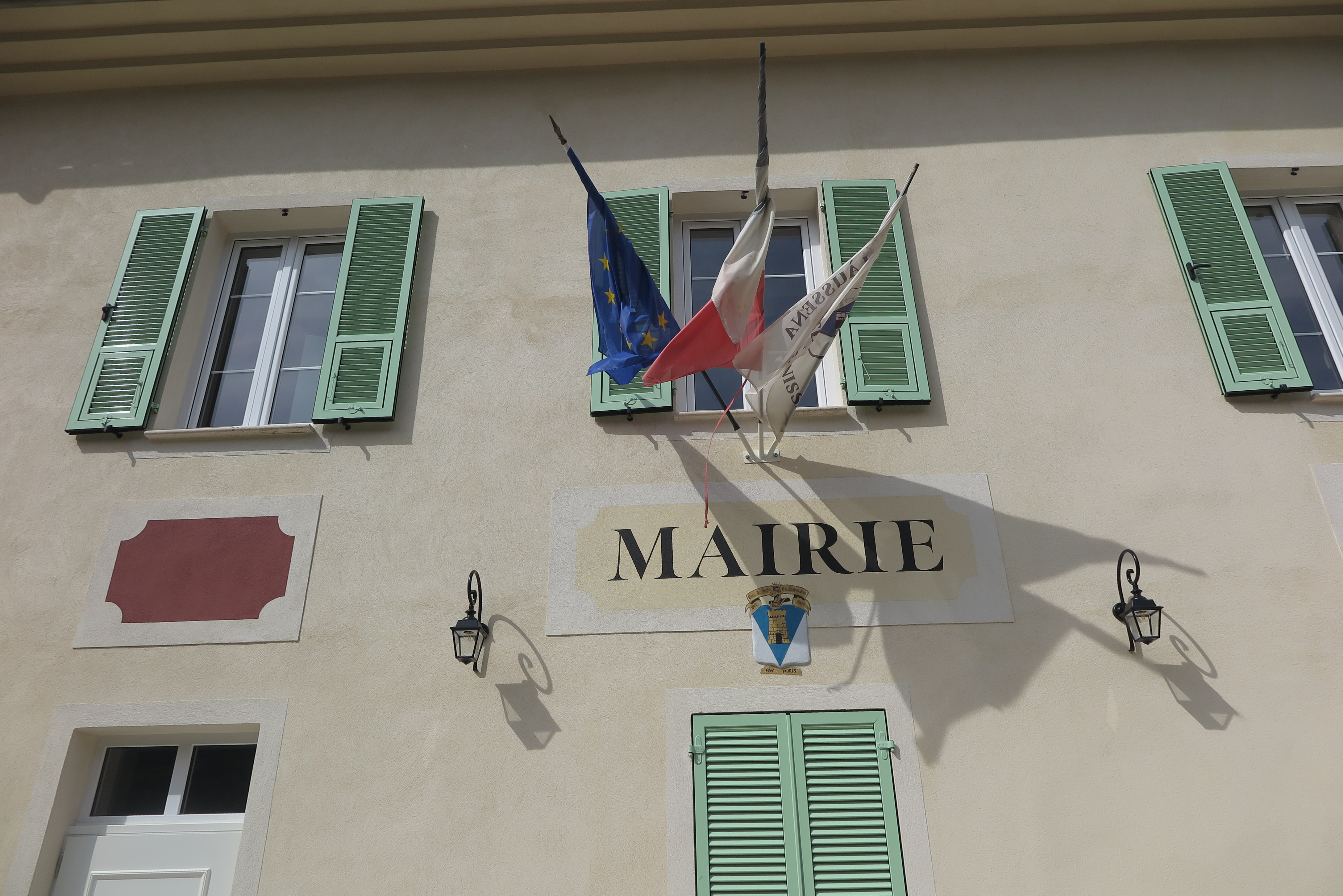
Nouvelle mairie.

En 2023, le budget de la commune était constitué ainsi :
- total des produits de fonctionnement : 693 000 €, soit 2 080 € par habitant ;
- total des charges de fonctionnement : 410 000 €, soit 1 232 € par habitant ;
- total des ressources d'investissement : 688 000 €, soit 2 065 € par habitant ;
- total des emplois d'investissement : 1 229 000 €, soit 3 691 € par habitant ;
- endettement : 374 000 €, soit 1 123 € par habitant.

Avec les taux de fiscalité suivants :
- taxe d'habitation : 17,86 % ;
- taxe foncière sur les propriétés bâties : 21,30 % ;
- taxe foncière sur les propriétés non bâties : 13,58 % ;
- taxe additionnelle à la taxe foncière sur les propriétés non bâties : 0,00 % ;
- cotisation foncière des entreprises : 0,00 %.

Chiffres clés Revenus et pauvreté des ménages en 2021 : médiane en 2021 du revenu disponible, par unité de consommation : 22 380 €.

## Population et société

### Démographie

#### Évolution démographique
L'évolution du nombre d'habitants est connue à travers les recensements de la population effectués dans la commune depuis 1793. Pour les communes de moins de 10 000 habitants, une enquête de recensement portant sur toute la population est réalisée tous les cinq ans, les populations de référence des années intermédiaires étant quant à elles estimées par interpolation ou extrapolation. Pour la commune, le premier recensement exhaustif entrant dans le cadre du nouveau dispositif a été réalisé en 2005.

En 2022, la commune comptait 327 habitants, en évolution de +6,17 % par rapport à 2016 (Alpes-Maritimes : +2,85 %, France hors Mayotte : +2,11 %).
| 1793 | 1800 | 1806 | 1822 | 1838 | 1848 | 1858 | 1861 | 1866 |
| ---- | ---- | ---- | ---- | ---- | ---- | ---- | ---- | ---- |
| 343  | 313  | 336  | 296  | 384  | 388  | 416  | 378  | 380  |

| 1872 | 1876 | 1881 | 1886 | 1891  | 1896 | 1901 | 1906 | 1911 |
| ---- | ---- | ---- | ---- | ----- | ---- | ---- | ---- | ---- |
| 346  | 342  | 325  | 320  | 1 048 | 303  | 336  | 289  | 267  |

| 1921 | 1926 | 1931 | 1936 | 1946 | 1954 | 1962 | 1968 | 1975 |
| ---- | ---- | ---- | ---- | ---- | ---- | ---- | ---- | ---- |
| 209  | 206  | 205  | 181  | 190  | 134  | 110  | 114  | 72   |

| 1982 | 1990 | 1999 | 2006 | 2010 | 2015 | 2020 | 2022 | - |
| ---- | ---- | ---- | ---- | ---- | ---- | ---- | ---- | - |
| 72   | 129  | 173  | 220  | 267  | 305  | 326  | 327  | - |

### Enseignement
Établissements d'enseignements :
- École maternelle et primaire,
- Collèges à Saint-Martin-du-Var, Carros,Puget-Théniers
- Lycée à Valdeblore.

### Santé
Professionnels et établissements de santé :
- Médecins à Villars-sur-Var, Gilette,
- Pharmacies à Gilette, Levens Porte des Alpes,
- Hôpitaux à Villars-sur-Var, Roquebillière.

### Cultes
- Culte catholique à Villars-sur-Var, Plan-du-Var, Saint-Martin-du-Var[40], Diocèse de Nice.

## Économie

### Entreprises et commerces

#### Agriculture
- Agriculteurs et éleveurs.

#### Tourisme
- Gîtes de France à Bairols, Gilette, Utelle[41].
- Restaurants à Villars-sur-Var.

#### Commerces
- Commerces et services de proximité à Villars-sur-Var[42].
- Usine électrique[43].

## Culture locale et patrimoine

### Lieux et monuments
Patrimoine civil :
- Viaduc de 40 m de hauteur[44] pour porter un aqueduc imposant de 7 km de long construit entre 1774 et 1775 pour alimenter le village à partir de la source de l'Adous[45],[46]. Il permettait d'alimenter le moulin à farine et le moulin à huile, ainsi que le lavoir municipal et d'assurer l'irrigation des cultures.
- Vieux moulin à huile et à farine.
- Vestiges du vieux village et du château féodal de Malaussène d'en haut.

Patrimoine religieux :
- Église de l'Assomption, construite en 1639 dans le village actuel. Elle a été agrandie d'un tiers en 1727[47].

tableau avec son cadre : L'Assomption de la Vierge,.
2 tableaux, 2 cadres : Saint Michel Archange, Saint Pierre délivré par l'Ange.
tableau avec encadrement : L'Adoration du Sacré-Coeur.
2 masses de procession (bâtons de procession) dites « piata ».
- Chapelle des Pénitents blancs ou de la Sainte-Croix[53]. Elle possède une copie d'un tableau peint en 1684 par Charles Lebrun à Versailles et représentant une Descente de Croix. Le mur extérieur de la chapelle sert de monument aux morts[54].

plat de quête avec figuration de l'Annonciation.
tableau et son cadre : Descente de croix.
calice avec sa patène.
- Chapelle Saint-Roch, antérieure à 1674. Elle a été réparée à la suite du tremblement de terre du 23 février 1887[58].
- Chapelle Saint-Louis-de-Gonzague, chapelle privée cimetériale érigée en 1878 ayant reçu la tombe de certains membres de la famille Emelina.
- Chapelle Saint-Joseph[59], du XVIIe siècle, au sommet de la colline.
- Chemin de croix réalisé en 1737 après une grande sécheresse.
- Chapelle Notre-Dame des Grâces (disparue en 1940)
- Oratoires
  - oratoire Sainte-Apollonie
  - oratoire de la Vierge
  - double oratoire du col des deux cyprès (Immaculée-Conception et Saint-Antoine)
  - oratoire Saint-Arnoux[60].

Patrimoine naturel :
- Grotte de l'eau salée, près des gorges de la Mescla[61]. Elle est parcourue par une rivière d'eau tiède légèrement salée [62].
- Grotte de la Colombière[63]. Elle a abrité le bandit provençal Gaspard de Besse.

## Galerie

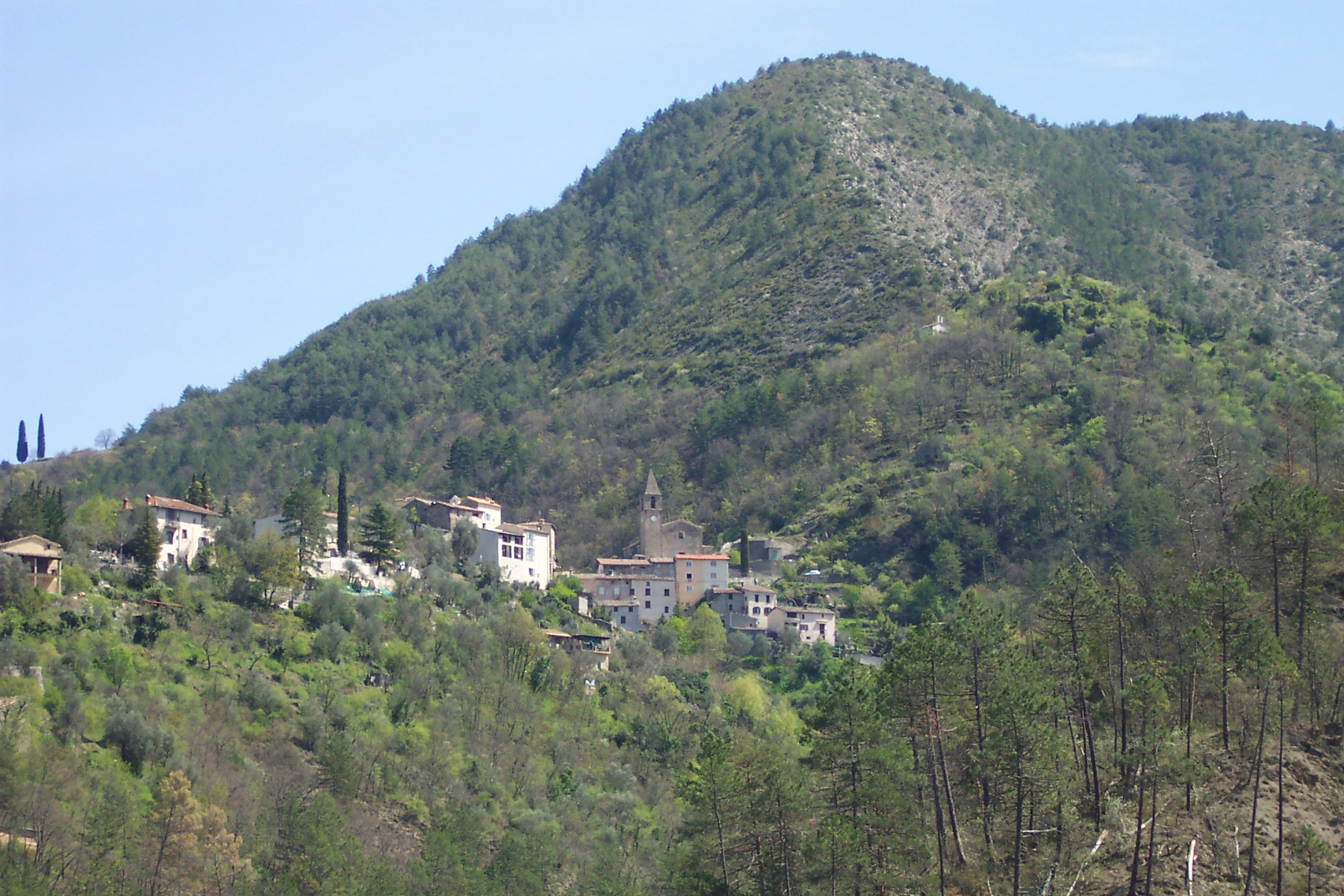
Vue générale 1.
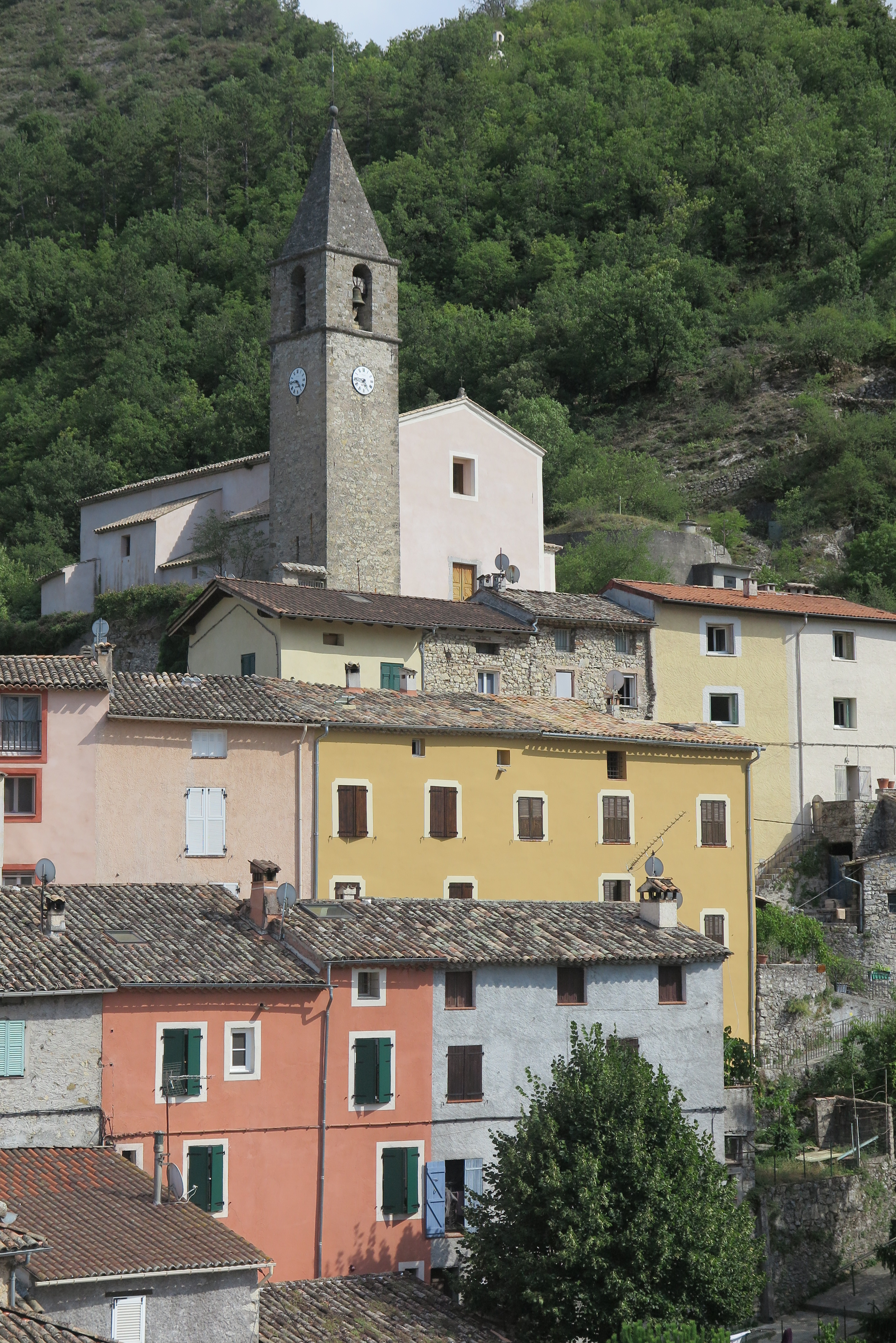
Vue générale 2.
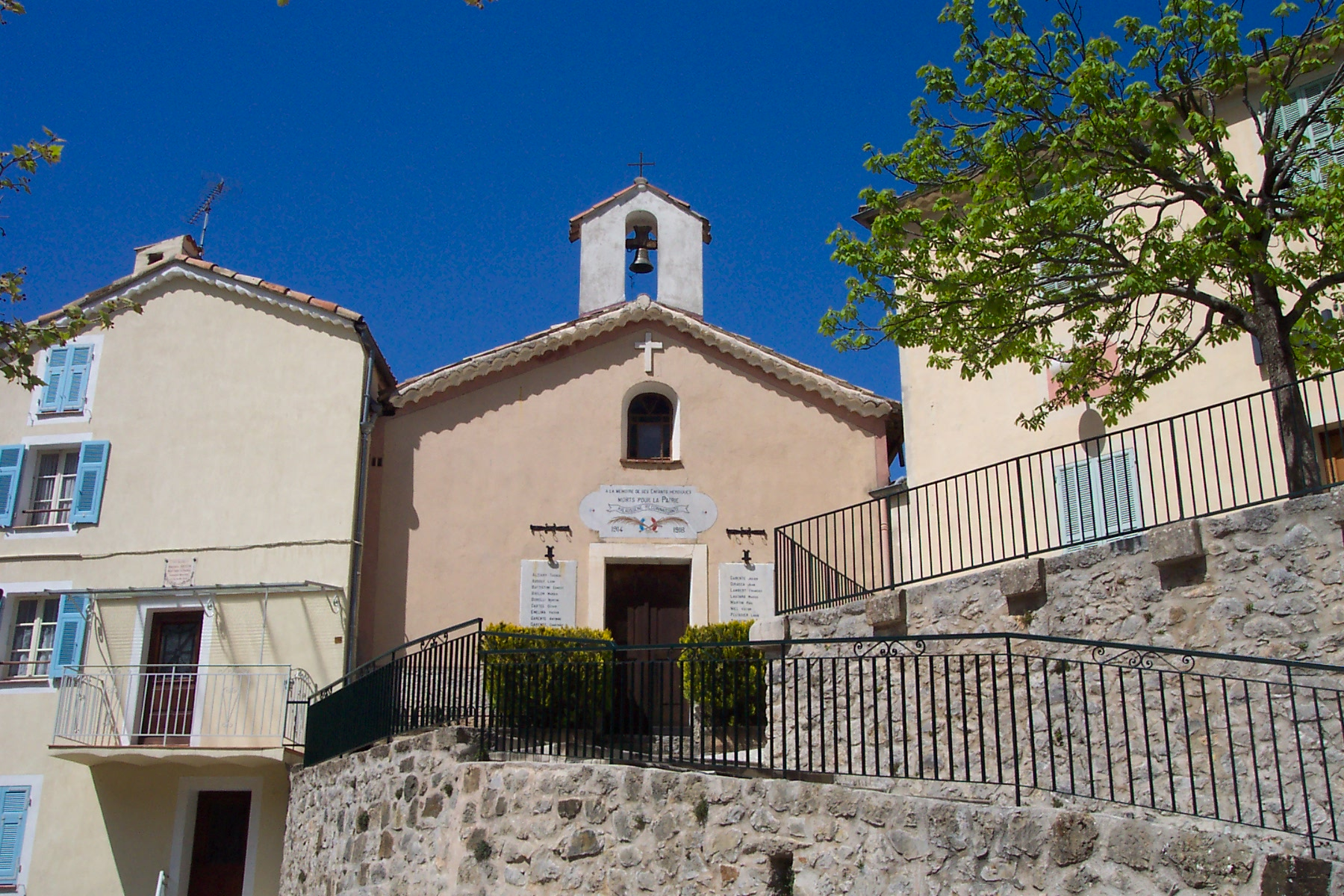
Chapelle des Pénitents blancs.
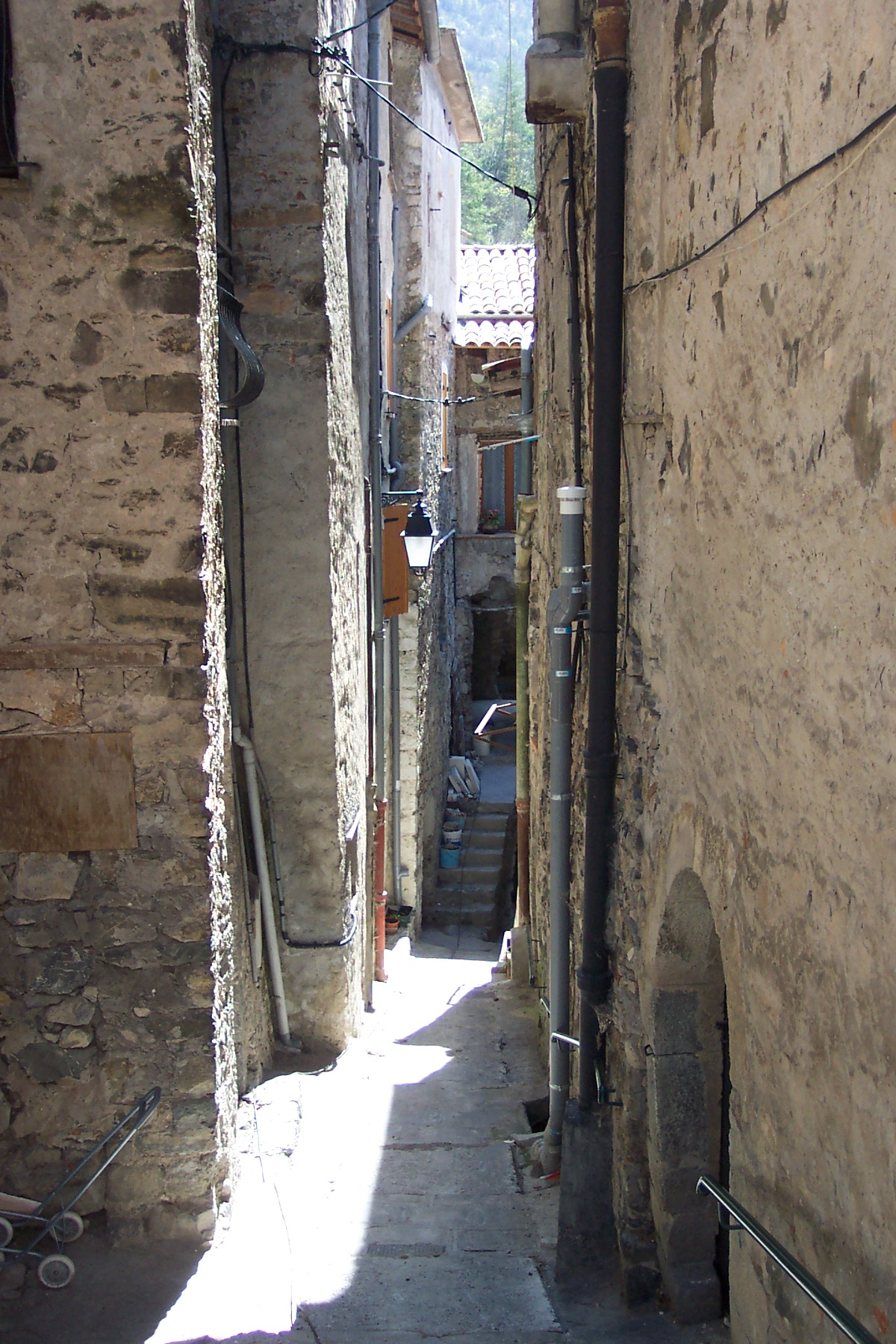
Une ruelle.
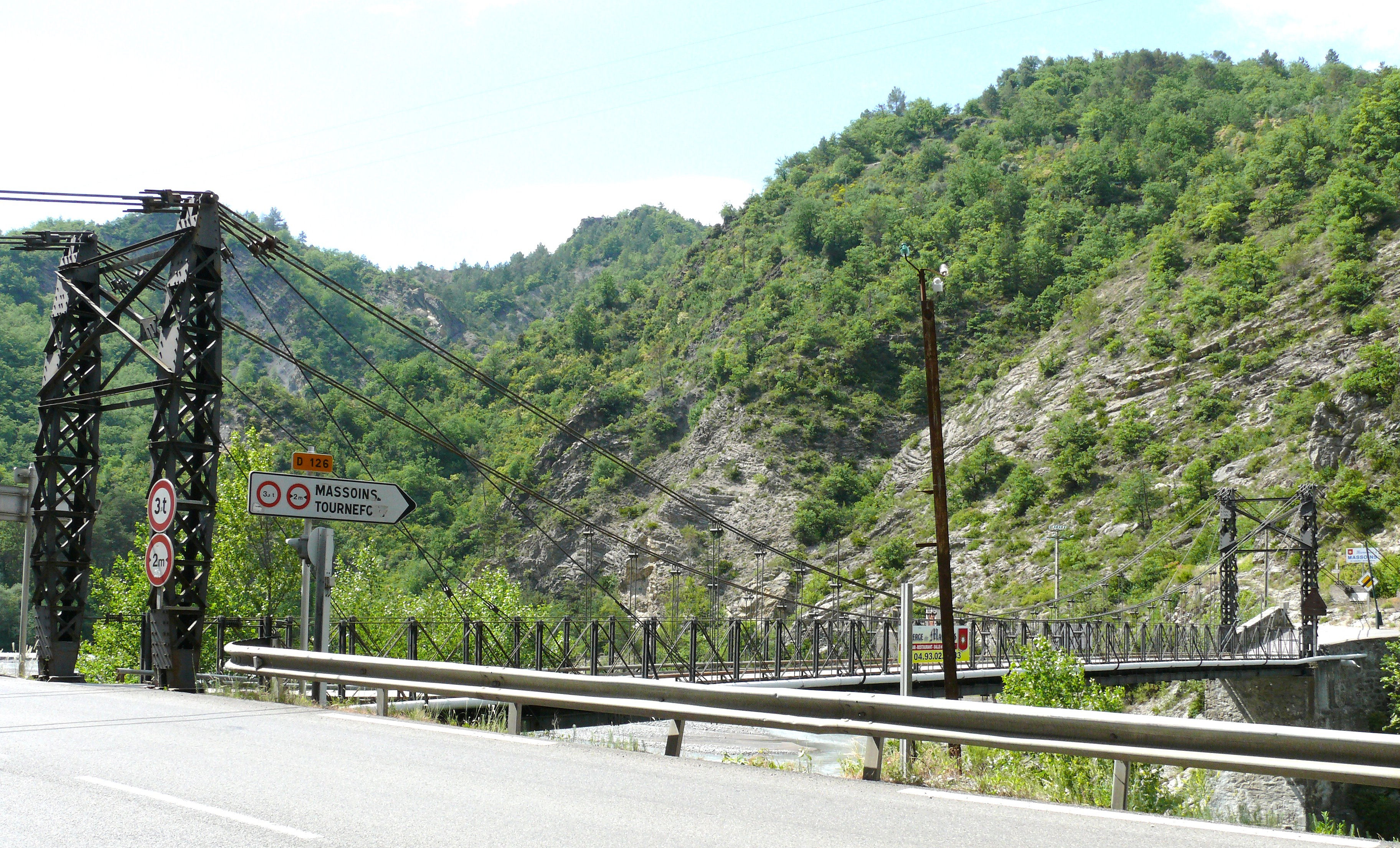
Pont suspendu.
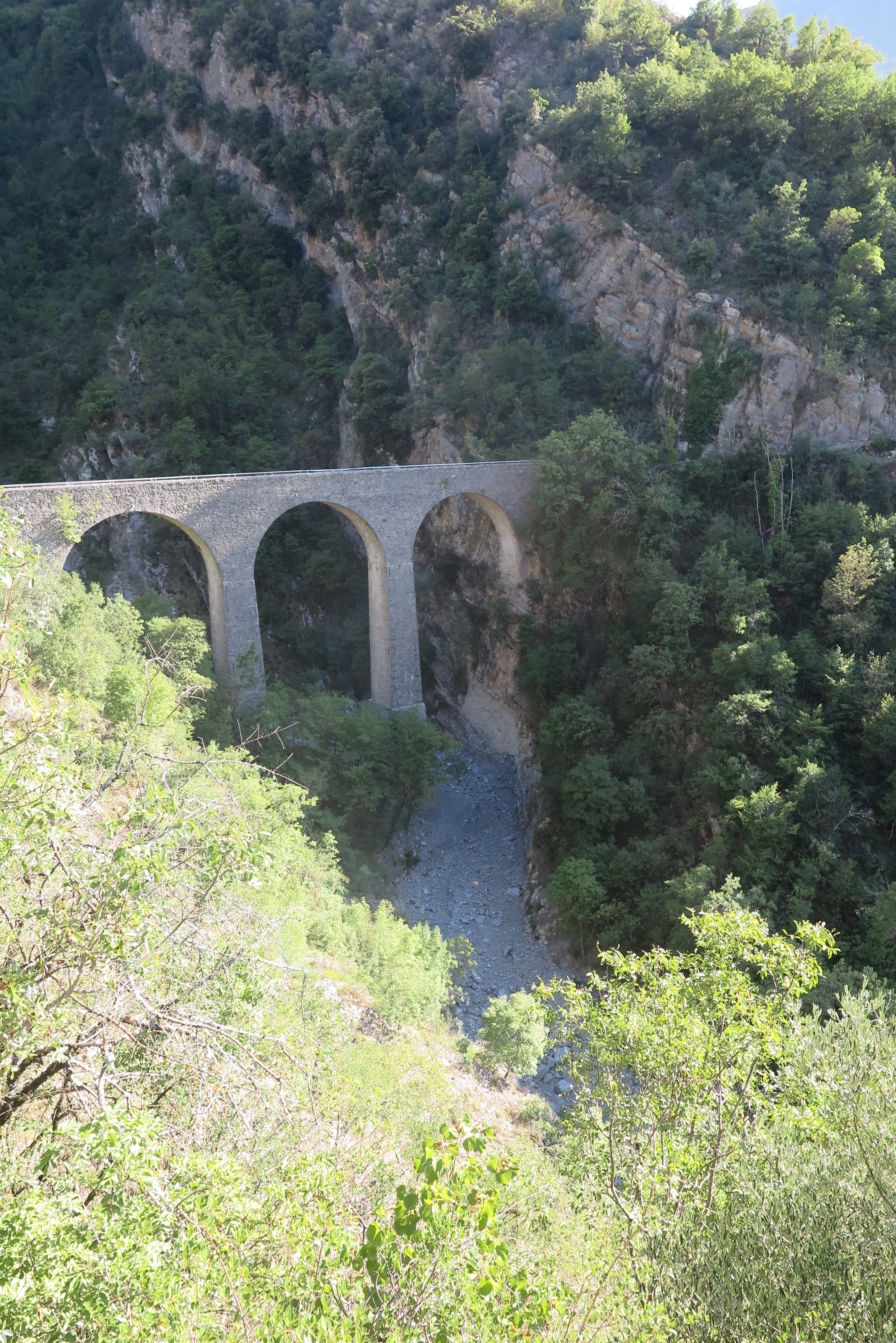
Viaduc de l'Adous[64].

### Héraldique
| Blason de Malaussène | Blason  | D'azur à la tour d'or, maçonnée, ouverte et ajourée de sable, chaussé d'argent. |
| Blason de Malaussène | Détails | Le statut officiel du blason reste à déterminer.                                |

## Personnalités liées à la commune
- Gaspard Bouis, dit Gaspard de Besse